# 柴田栄
柴田 栄（しばた さかえ、1900年11月12日 - 1982年9月23日）は、日本の政治家、農林官僚。参議院議員（3期）、林野庁長官（第3代）。

## 経歴
愛知県川中村大字福徳（現名古屋市北区福徳町）に生まれる。第八高等学校を経て、1928年に東京帝国大学農学部林学科を卒業。
大学卒業後、白沢営林署長、真室川営林署長、青森営林署長、秋田営林局長などを歴任した。真室川営林署長時代にはスキー大会を発案及び主催。真室川町秋山スキー大会の始まりだった。
1952年9月3日、林野庁長官に就任。1954年12月11日にインドで開催された第4回世界林業会議に日本代表として出席した。1955年11月19日、同長官を退任。愛知県岡崎市福寿町に住む。
1956年7月8日の第4回参議院議員通常選挙に全国区から自由民主党公認で立候補し初当選。当選後、岡崎市福寿町と東京都世田谷区上馬町（現駒沢）にそれぞれ住所を置いた。
1962年の参院選は愛知県選挙区（定数3）に移り立候補。得票数3位で再選を果たし、自民党現職の山本米治は押し出されて落選した。
1968年の参院選でも愛知県選挙区から立候補し3期目の当選を果たした。逓信委員長、参議院内閣委員長、参議院大蔵委員長、労働政務次官などを務めた。
1971年秋の叙勲で勲二等旭日重光章受章（勲六等からの昇叙）。
1982年9月23日、脳出血のため国立東京第二病院で死去。81歳没。死没日をもって従五位から従三位に叙され、銀杯一組を賜った。